# Pateros (Washington)
Pateros é uma cidade localizada no estado norte-americano de Washington, no Condado de Okanogan.

## Demografia
Segundo o censo norte-americano de 2000, a sua população era de 643 habitantes.
Em 2006, foi estimada uma população de 621, um decréscimo de 22 (-3.4%).

## Geografia
De acordo com o United States Census Bureau tem uma área de
1,3 km², dos quais 1,3 km² cobertos por terra e 0,0 km² cobertos por água. Pateros localiza-se a aproximadamente 245 m acima do nível do mar.

## Localidades na vizinhança
O diagrama seguinte representa as localidades num raio de 36 km ao redor de Pateros.